# 圖爾恰
圖爾恰（羅馬尼亞語：、烏克蘭語、俄羅斯語）是位於羅馬尼亞東部的一個城市，面積為177.24平方公里。圖爾恰是圖爾恰縣的縣府所在地。根據2021年普查數據，圖爾恰人口數為193,355人。